# Squalius palaciosi
Squalius palaciosi es una especie de peces de la familia Cyprinidae en el orden de los Cypriniformes. Su nombre común es bogardilla. 

## Morfología
Los machos pueden llegar alcanzar los 20 cm de longitud total. La morfología de la boca es de tipo subterminal, es decir, que la abertura de esta está orientada al plano inferior. El pedúnculo caudal es largo y estrecho. Las escamas tienen un tamaño pequeño. El color de la bogardilla es pardo, con una banda oscura, que recorre su cuerpo longitudinalmente. La especie cuenta con mandíbulas faríngeas, dispuestas tanto en una como en dos filas, y con aproximadamente cinco o seis piezas dentales.

## Biología
Se conoce poco acerca de esta especie, aunque se sabe que la freza tiene lugar en el mes de abril.

## Hábitat
Es un pez de agua dulce, prefiere los rápidos con rocas a las aguas tranquilas, con abundante vegetación sumergida.

## Distribución geográfica
Es un pez endémico de la península ibérica, se encuentra en los ríos Guadalquivir, Jándula y Rumblar.

## Conservación y protección
La especie figuraba como «en peligro de extinción» en el Listado de Especies Silvestres en Régimen de Protección Especial y del Catálogo Español de Especies Amenazadas, y como especie «vulnerable» en el Catálogo Regional de Especies Amenazadas de Castilla-La Mancha. Asimismo, la UICN clasifica a la especie como «en peligro crítico».
La especie se encuentra seriamente amenazada, al ocupar una especie menor a los 100 kilómetros cuadrados. Se conocen tres poblaciones, dos de ellas prácticamente extintas. Algunas de sus principales amenazas es una cada vez más numerosa agricultura de regadío, los vertidos que sufre el río Guadalquivir, o la construcción de embalses.